# Едвард Мунк
Е́двард Мунк (Edvard Munch; 12 грудня 1863, Летен — 23 січня 1944, Екелі, поблизу Осло) — норвезький живописець і графік, постімпресіоніст і постмодерніст, символіст, його вважають предтечею експресіонізму.

## Життєпис

### Дитинство і юність (до першої персональної виставки)
Едвард Мунк народився 12 грудня 1863 року в Летені (Løten) у провінції Гедмарк (Hedmark). Хлопець рано лишився сиротою — коли Едварду було 5 років (1868 рік), померла його мати.
У 1881-86 роках навчався в Королівській школі малювання у Християнії (Кристианія, сучасне Осло). Під час навчання познайомився з представниками міської інтелігенції, зокрема, у 1884 році з Гансом Єґером (Hans Jæger), очільником міської богеми. У цей же період почав виставляти свої роботи. Так, у 1885 році одна картина Мунка експонувалася на Світовій виставці у Антверпені, а сам Мунк уперше відвідав Париж.
У 1886 році в Осло були показані 4 картини Е. Мунка, в тому числі, перша версія «Хворої дівчинки», що викликало неоднозначну реакцію критиків і публіки.

### Роки мандрівок і творчості
Після першої персональної виставки у 1889 році Едвард Мунк отримав державну стипендію і виїхав на студії (від італ. studere — навчання) до Парижа, де почав працювати в студії Леона Бонната (фр. Léon Bonnat). У цьому ж році помер батько Мунка.

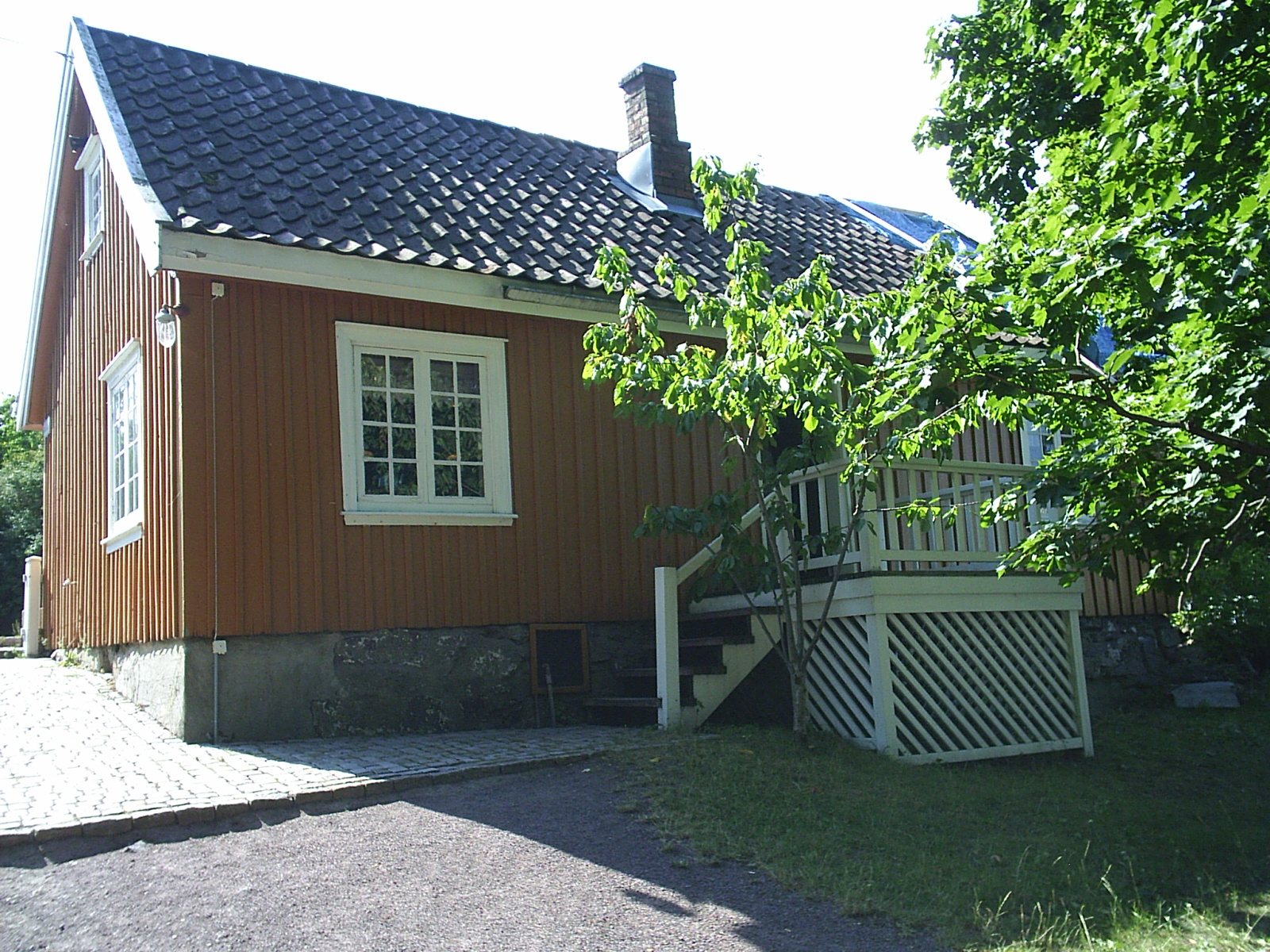
Будинок Едварда Мунка в Осґордштранді

У 1890-1892 роках жив у Парижі, відвідав Ніццу, місяць щоліта жив у власному домі в Осґордштранді (Åsgårdstrand) над фйордом Осло у рідній Норвегії.
У 1892 році знову виставлявся в Осло, його запросили виставити свої картини у Verein Berliner Künstler (Берлін, Німеччина), однак пропрацювавши тиждень, виставку довелось закрити з причини значних протестів громадськості.
У 1893 році Едвард Мунк створив шедеври «Крик» і «Мадонна». У наступному 1894 році, Мунк спробував свої сили у графіці.

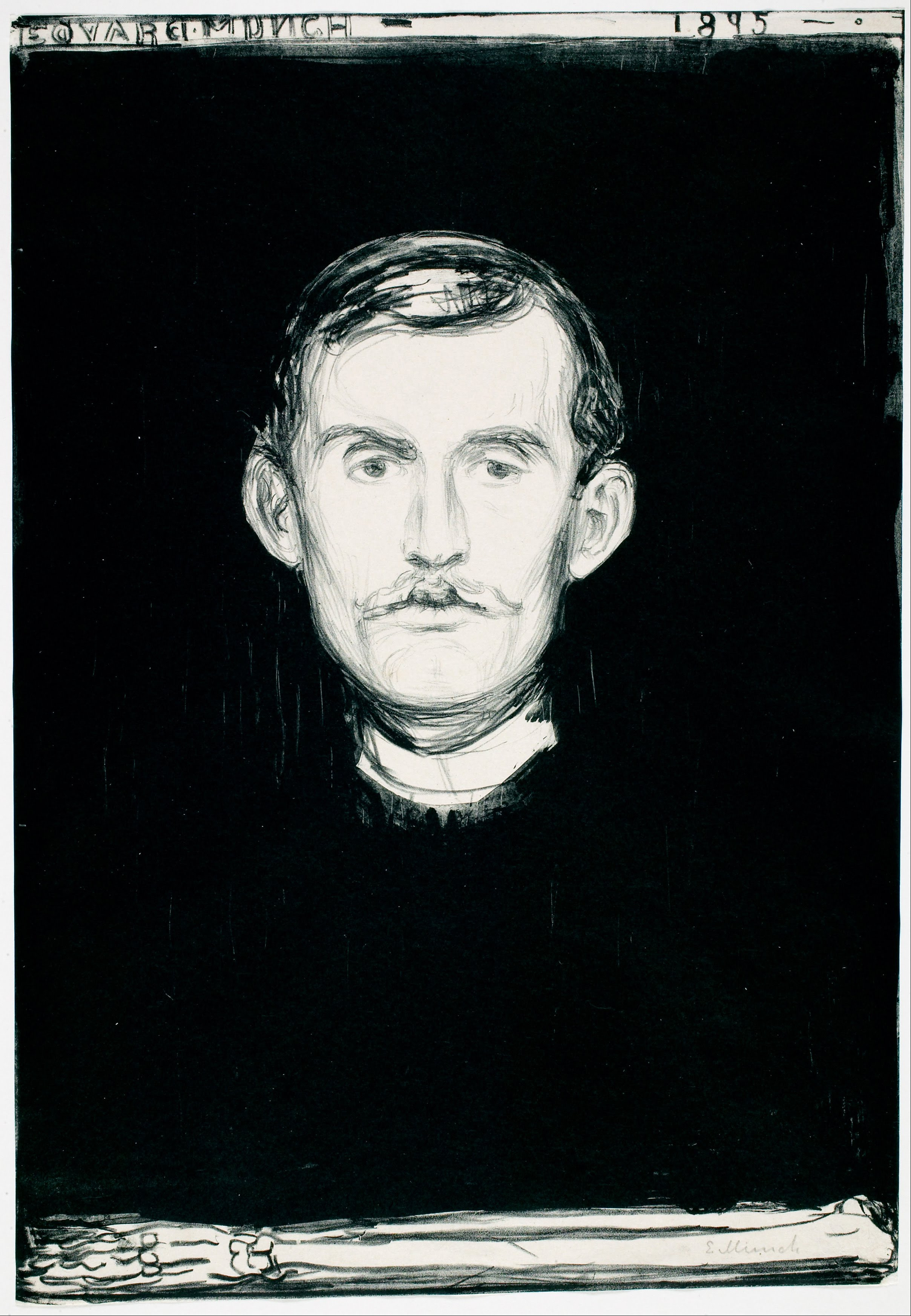
Автопортрет Мунка, літографія, 1895

У 1895-98 роках митець жив поперемінно в Берліні та Парижі.
У 1899—1902 роках періодами жив у Норвегії у власному будинку, пережив бурхливе кохання, що завершилося колотнечею в Осґордштранді, в результаті якої прострелили ліву руку Мунка. Через проблеми з поліцією Мунк терміново виїхав з Норвегії.
У 1903 році мешкав і працював у Берліні, Парижі, Любеку. Приєднався до «Спілки незалежних митців» (фр. Société des Artistes Indépendants). У цьому ж році уперше картини Мунка виставили у Варшаві.
Починаючи з 1905 року (згідно з медичними звітами) розпочалася тривала депресія митця — багатомісячне нервове захворювання, поєднане з постійним вживанням алкоголю. У цей важкий період життя не припиняв творчості — готував театральні декорації до вистав за творами Ібсена у Німецькому театрі (нім. Deutsche Theater, 1906 рік), у 1907-8 роках мешкав і працював у Берліні, вакації проводив у Варнемюнде  на балтійському узбережжі.
Восени 1908 року внаслідок прогресування хвороби відбувся напад — Мунк розпочав лікування у приватній лікарні лікаря Якобсона (Jacobson) в Копенгагені. У цьому ж році заочно отримав королівський орден святого Олафа.

### Від повернення на батьківщину і до кінця життя
Навесні 1909 року Едвард Мунк повернувся до Норвегії, де розпочав працю над проєктом оформлення кампусу Університету в Осло.
У 1912 році на великій виставці сучасного мистецтва, переважно імпресіоністів, у Кельні картини Мунка експонувалися разом з творами найвідоміших митців — Сезанна, Гогена і ван Гога.
У 1916 році Мунк купив ділянку землі в Екелі (Ekely) у передмісті Осло.
У 1919 році Мунк захворів на іспанський грип.
У 1920-х роках митець здійснив низку оформительських проєктів у столиці Норвегії місті Осло — у 1922 працював над оформленням шоколадної фабрики Freia, а у 1928 році виконав розписи у міській ратуші.
У 1929 році Мунк збудував зимову студію в Екелі.
У 1930-31 роках у митця погіршився зір.
У 1933 році Едварду Мунку вручили Великий хрест Ордену святого Олафа.
На схилі років митець жив поперемінно у власній оселі поблизу Осло, в студії в Екелі, у самі́й столиці. 23 січня 1944 року Едвард Мунк помер в Екелі. За заповітом усі його твори передали магістрату міста Осло.

## Творчість, картини і вшанування

«Дівчата на мосту», 1899-1900

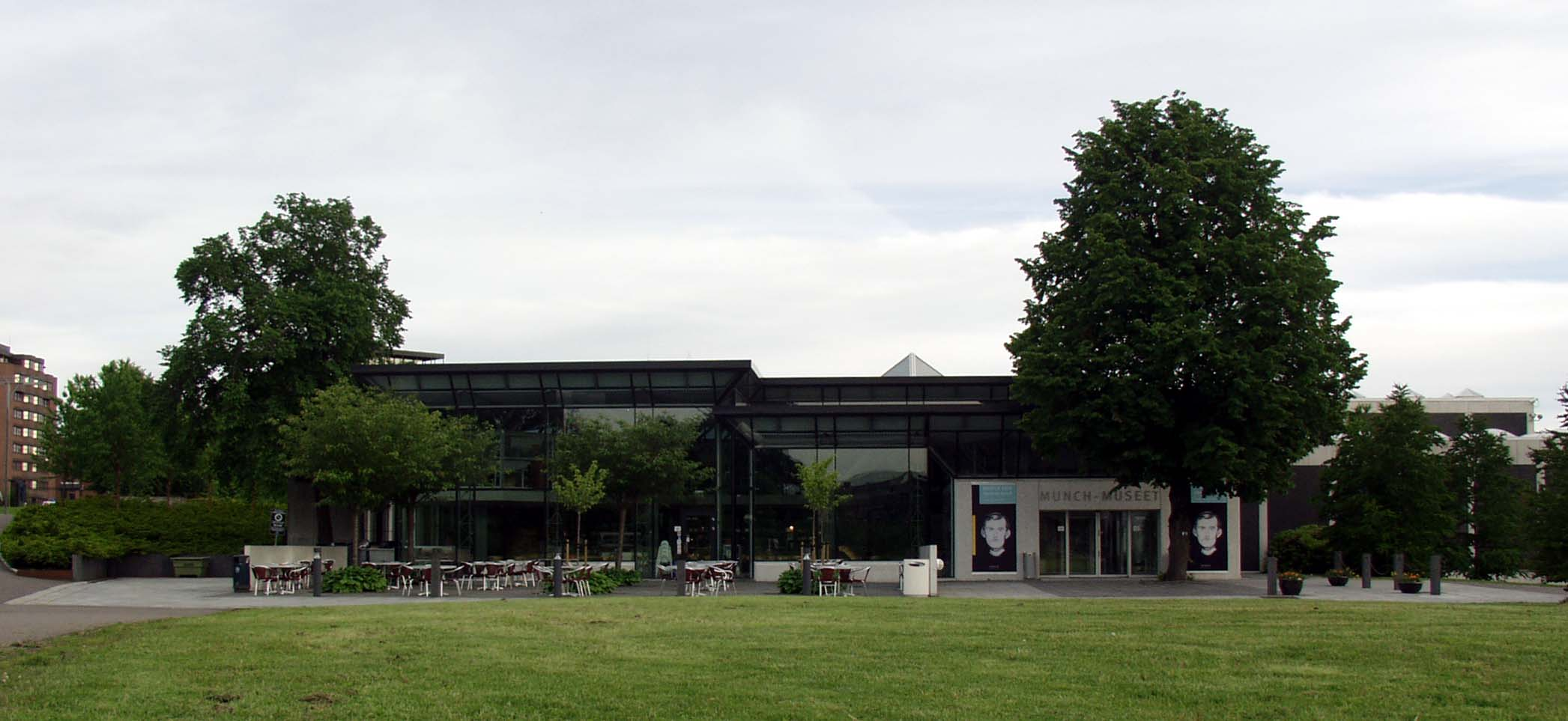
Фронтальна сторона Музею Мунка, 2005

На творчість Едварда Мунка вплинули постімпресіонізм, стиль модерн, його вважають попередником експресіонізму.
Едвард Мунк писав символічні фігуральні композиції, у експресивний спосіб виражаючи в них еротичну пристрасть, власну самотність, моменти підглядання, боязнь хвороб і смерті.
Стилю Едварда Мунка притаманні сильний контур, розпливчатість обрисів і ліній, особлива експресія, гра з кольорами, неповторний колорит.
Едвард Мунк у багатьох питаннях виявився митцем-новатором, не тільки у живописі, а й у розвинутій ним особливій графічній техніці, зокрема він першим застосував кольорову графіку.
Визначні твори:
- «Хвора дівчинка», 1885-86
- «Сестра художника», 1892
- «Крик», 1893
- «Портрет Ібсена в Гранкафе», бл. 1898
- «Дівчата на мосту», бл. 1901
- «Робітники прибирають сніг», 1910

Творчість Едварда Мунка мала величезний вплив на європейське і світове образотворче мистецтво початку XX століття, недаремно Мунка вважають зачинателем експресіонізму.
Твори Едварда Мунка зберігаються у багатьох музеях світу, в першу чергу у Норвегії, зокрема, у відкритому в 1963 році Музеї Мунка та в Національній галереї (обидва в Осло), також картини митця експонуються в Метрополітен-музеї та Музеї сучасного мистецтва (обидва Нью-Йорк, США), Музеї д'Орсе (Париж, Франція), у Новій Пінакотеці (Мюнхен, Німеччина), Національній галереї Шотландії (Единбург, Велика Британія) тощо, зберігаються у приватних колекціях збирачів мистецтва.
Його зобразили на норвезькій банкноті номіналом 1000 крон.

## Обрана галерея творів

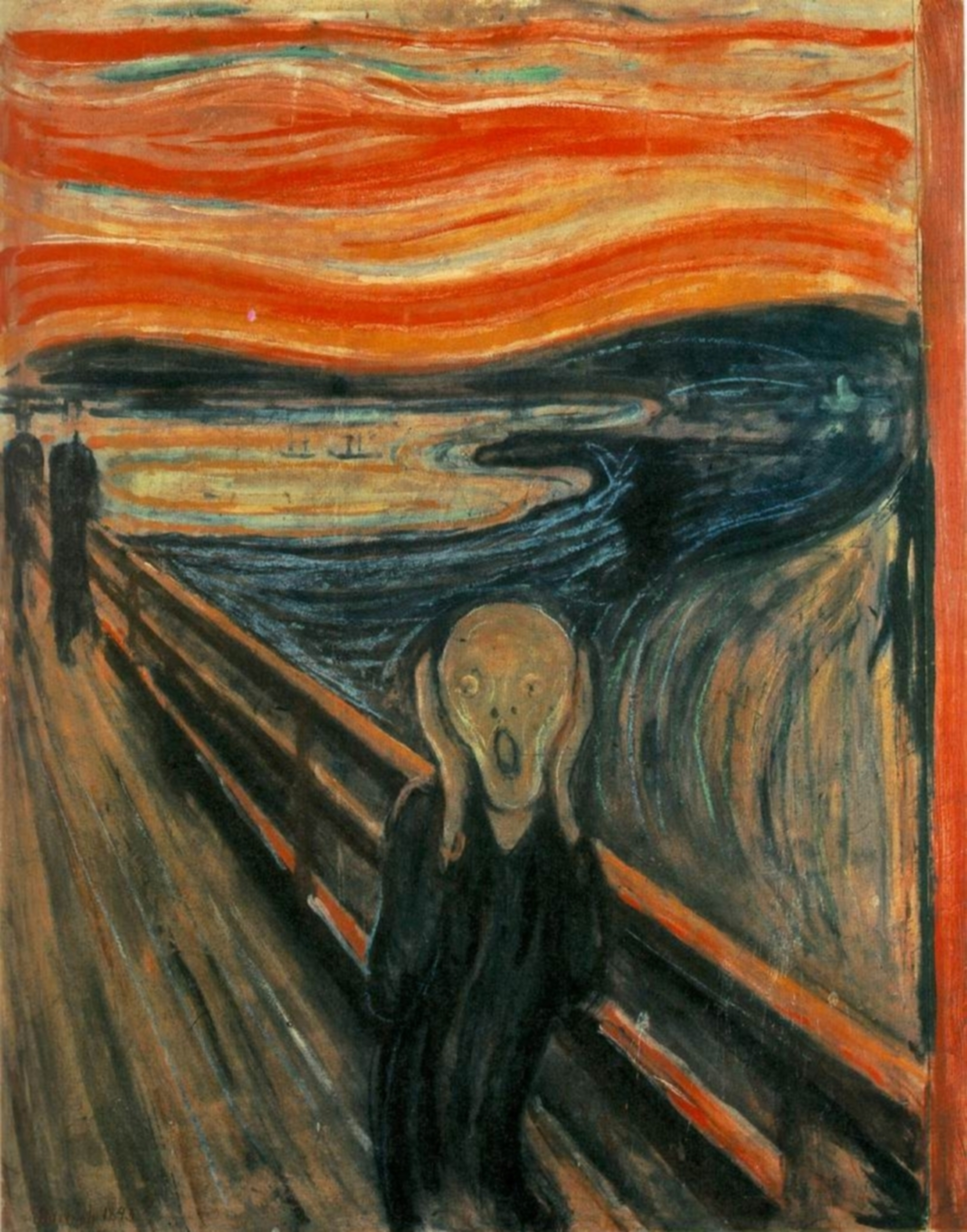
Крик, 1893
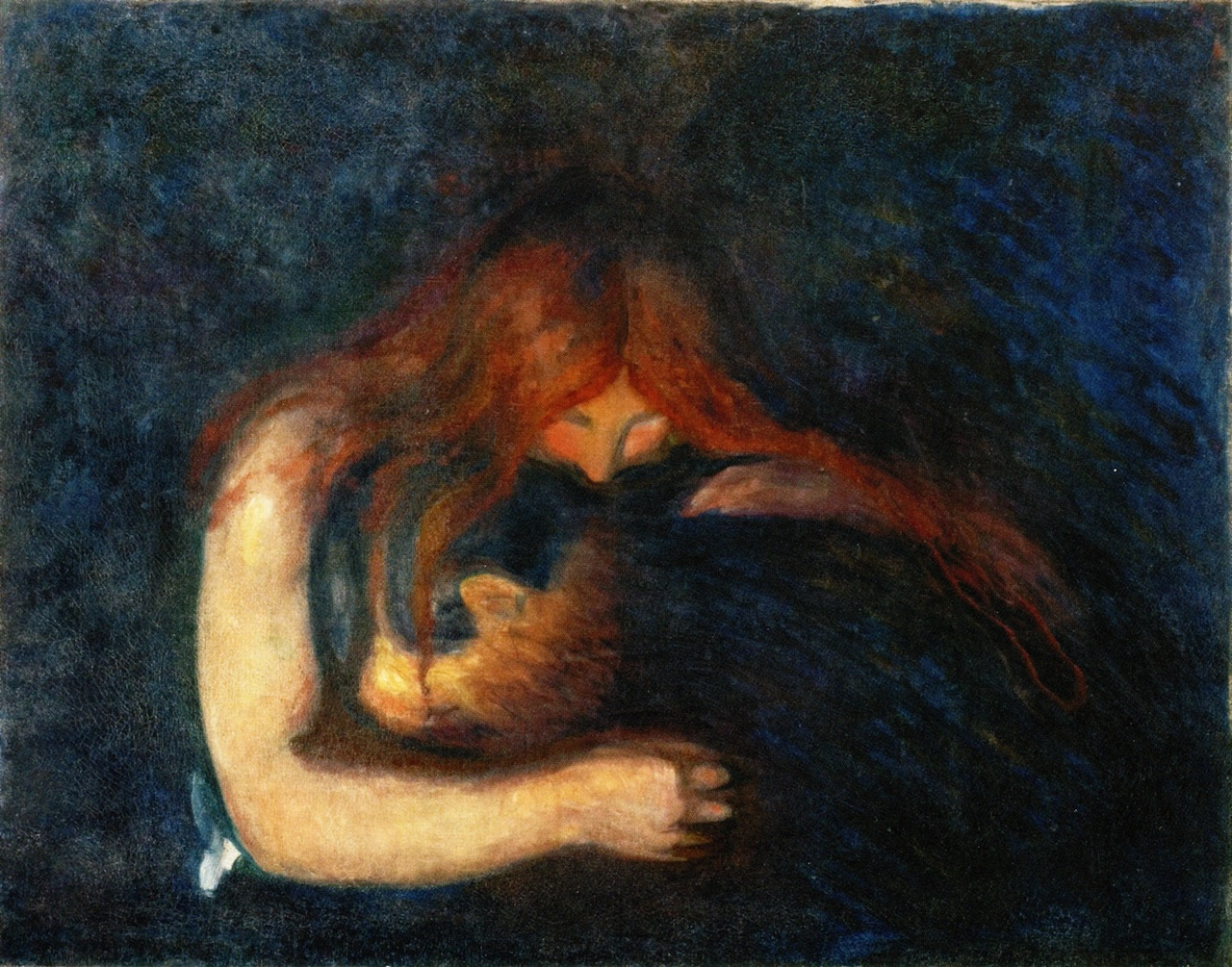
Вампір, 1893-94
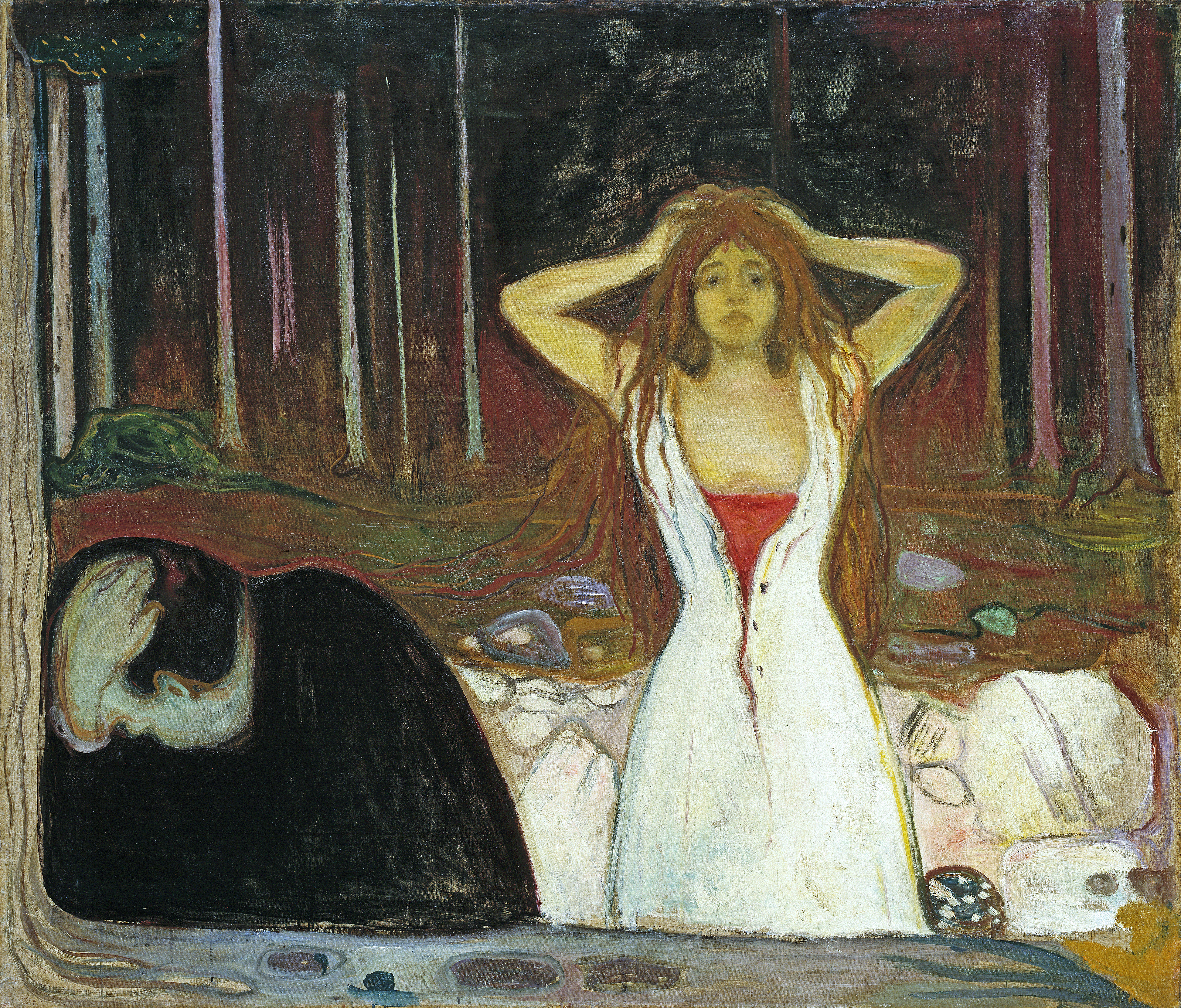
Попіл, 1894
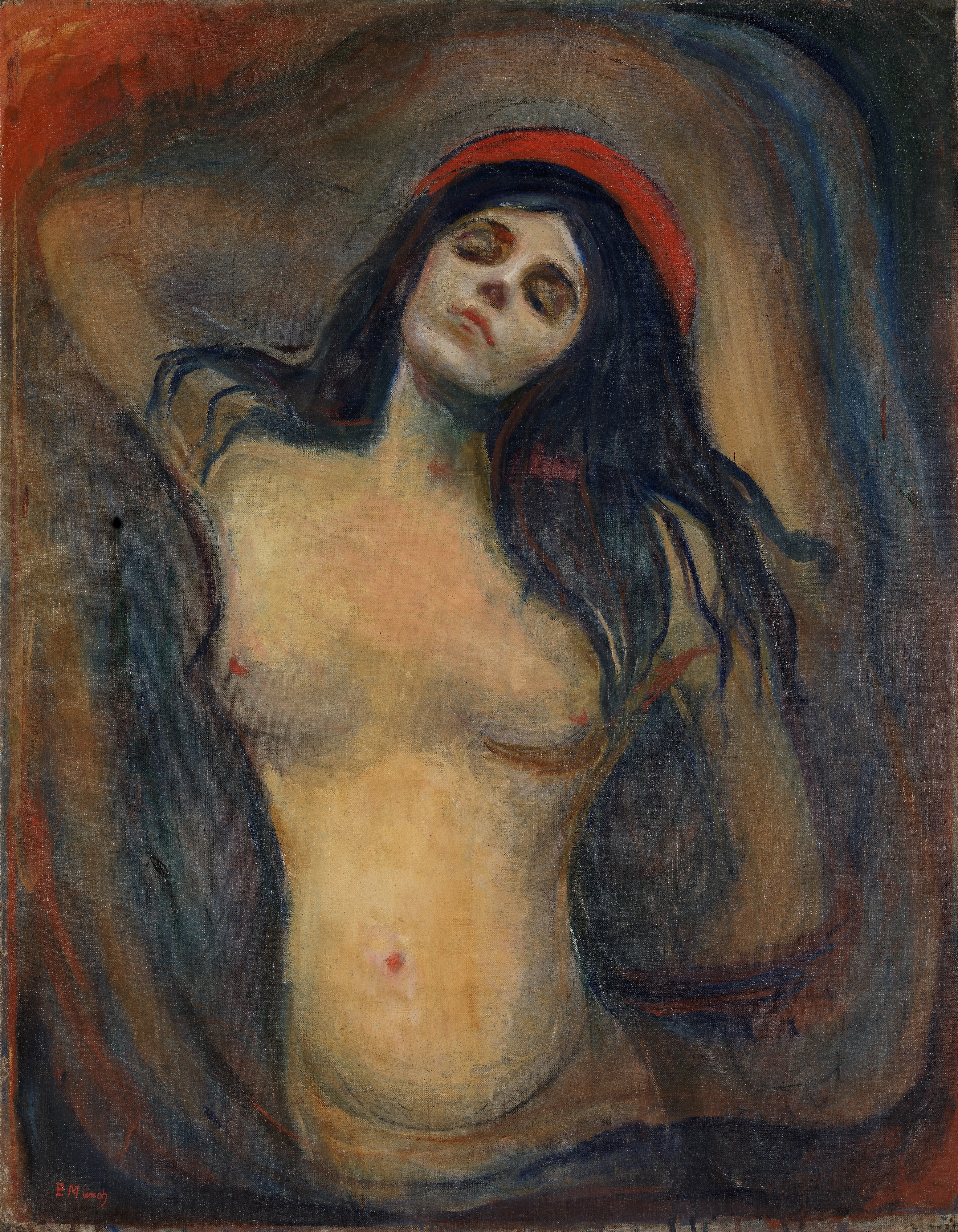
Мадонна, 1894-95
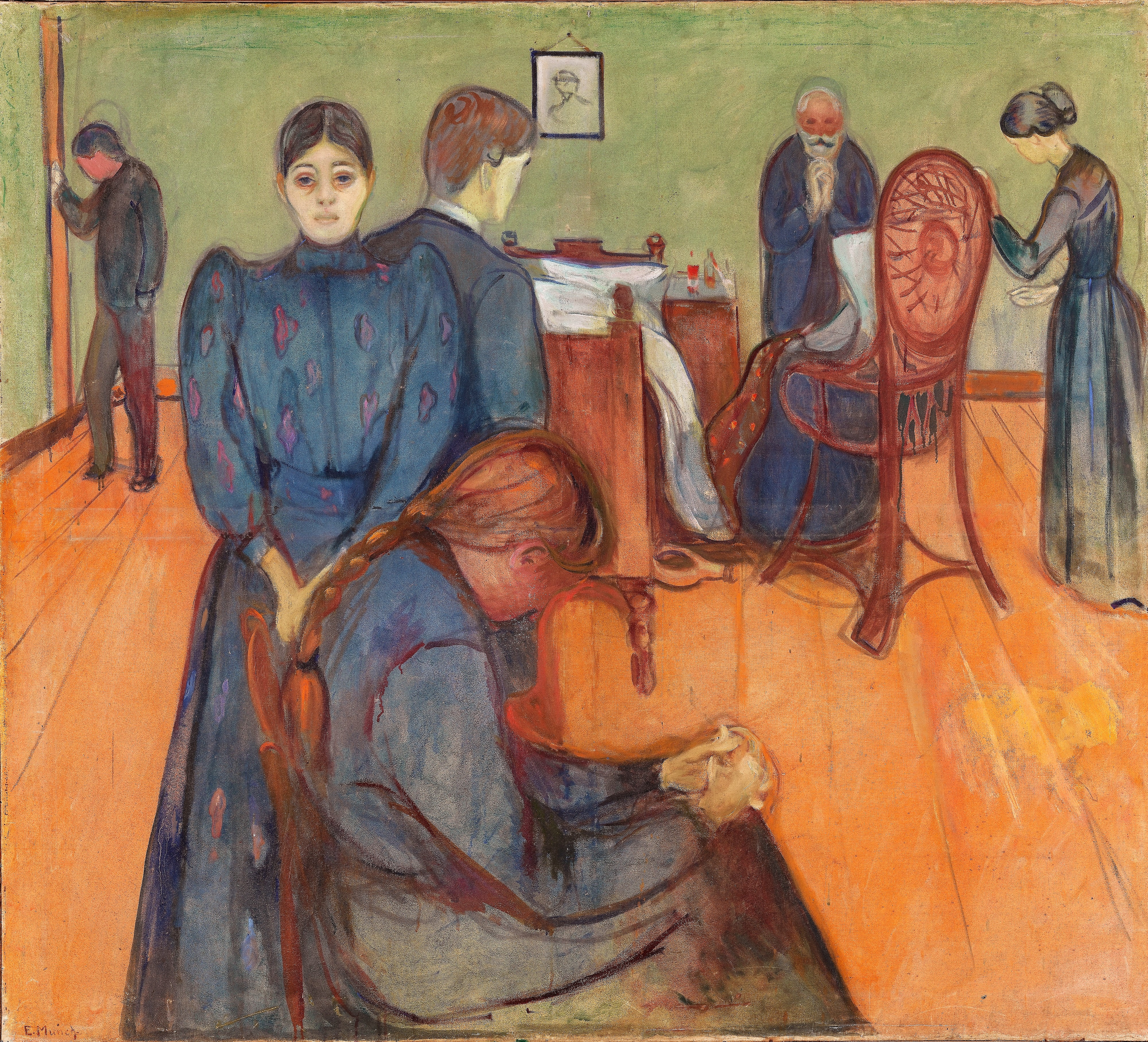
Смерть у кімнаті для хворих, бл. 1895
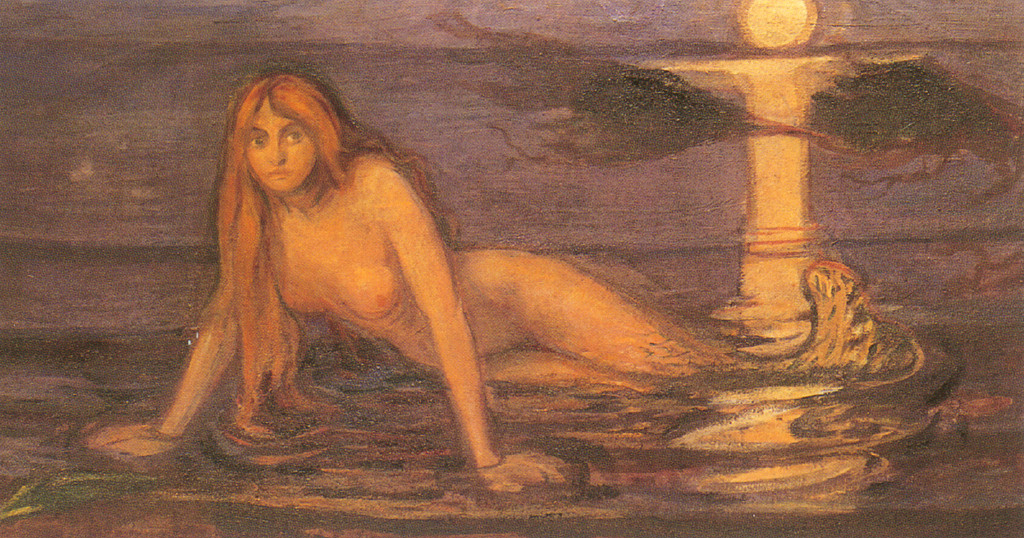
Дівчина з моря (деталь), 1896
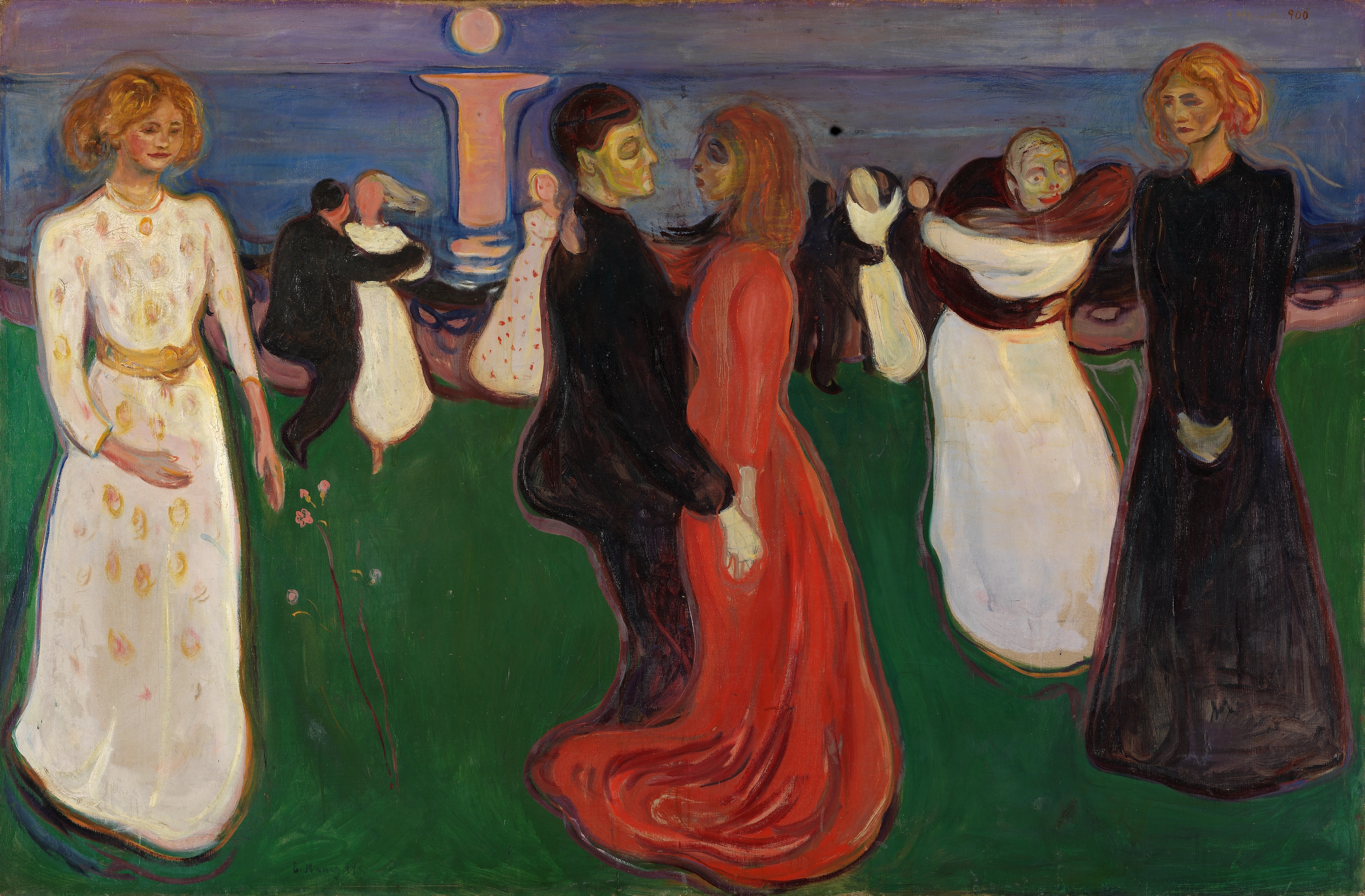
Танок життя, 1899–1900
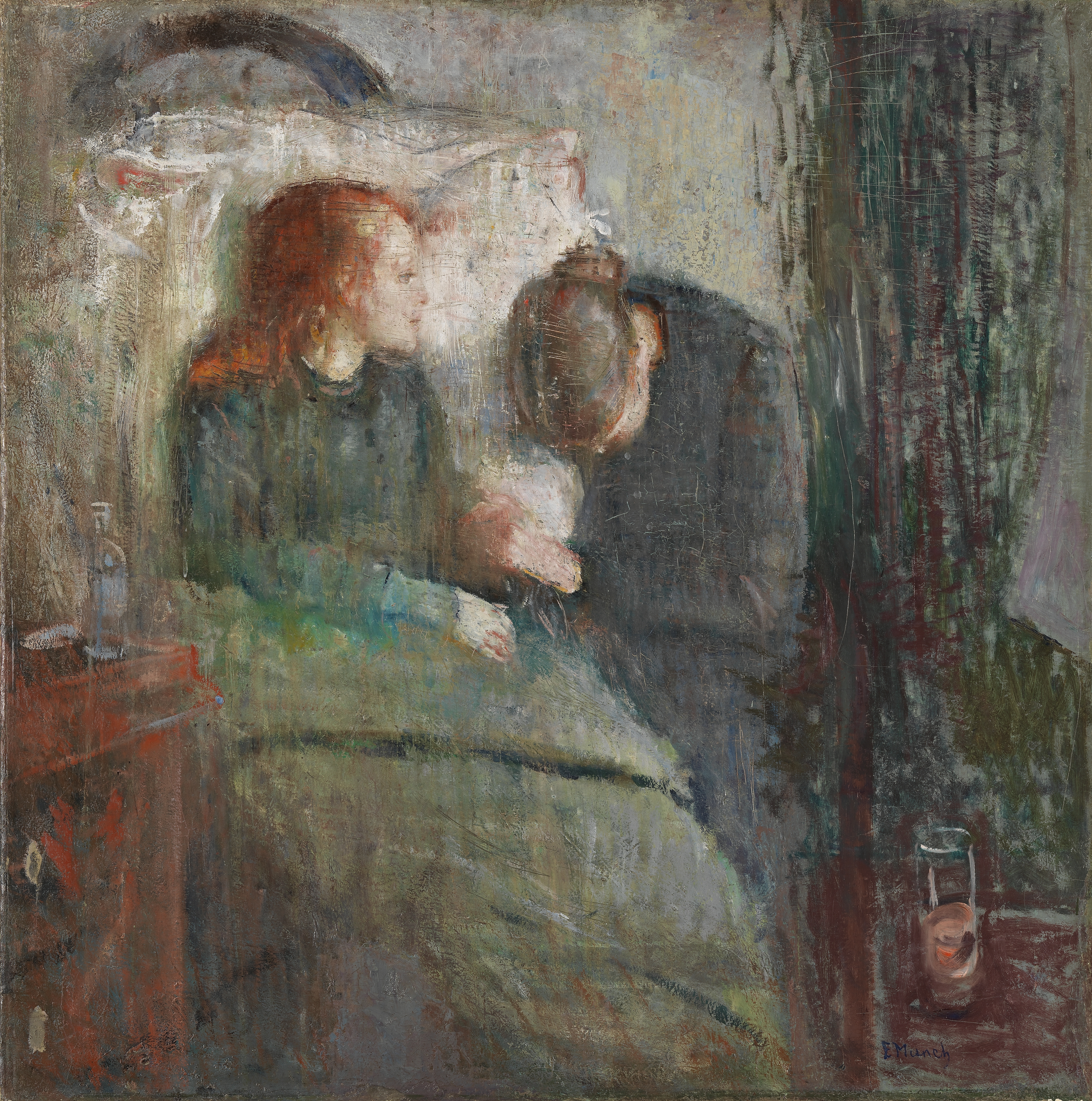
Хвора дівчинка (4-а версія), 1907